# قطعنامه ۱۷۷۹ شورای امنیت
قطعنامه ۱۷۷۹ شورای امنیت سازمان ملل متحد که در تاریخ ۲۸ سپتامبر ۲۰۰۷ تصویب شد، سندی بین‌المللی دربارهٔ گزارش دبیر کل سازمان ملل دربارهٔ سودان است. این قطعنامه طی نشست ۵۷۵۰ام با ۱۵ رای موافق، ۰ مخالف و ۰ ممتنع تصویب شد.